# 瓦洛任區
瓦洛任區，又译沃洛任区，是白俄羅斯的一個區，位於該國中部，屬於明斯克州的一部分，面積1,916.78平方公里，2009年人口37,543，人口密度每平方公里19.56人。